# Gujarati (sprog)
Gujarati er et indoarisk sprog der hovedsageligt tales i Indien, men også i Østafrika og Pakistan. Gujarati er officielt sprog i den Indiske delstat Gujarat. Det tales af omkring 46 millioner mennesker, heraf 45,5 millioner i Indien, 150.000 i Uganda, 250.000 i Tanzania, 50.000 i Kenya og omkring 100.000 i Pakistan. Der er også et betragteligt antal gujarati-talende blandt indvandrere i Nordamerika og Storbritannien.

Gujarati har mange ord fra persisk. Det skrives med sit eget skriftsystem som minder meget om devanagari (skriften som bruges til sanskrit og hindi), men uden devanagaris gennemgående linje ved toppen af bogstaverne. Skriften kan, hvis man har de fornødne skriftsnit, ses på Wikipedia: